# Just a Souvenir
Just a Souvenir è un album discografico del musicista gallese Squarepusher, pubblicato nel 2008.

## Tracce
1. Star Time 2 – 5:02
2. The Coathanger – 4:03
3. Open Society – 1:04
4. A Real Woman – 3:04
5. Delta-V – 4:08
6. Aqueduct – 1:38
7. Potential Govaner – 2:11
8. Planet Gear – 4:03
9. Tensor in Green – 3:42
10. The Glass Road – 7:10
11. Fluxgate – 1:08
12. Duotone Moonbeam – 2:27
13. Quadrature – 3:20
14. Yes Sequitur – 1:27